# Vleteren (Frankrijk)
Vleteren (officieel: Frans-Vlaams: Vleeter, Frans: Flêtre) is een gemeente in de Franse Westhoek, in het Franse Noorderdepartement (Frans: département du Nord). De gemeente ligt in Frans-Vlaanderen in de streek het Houtland. Vleteren grenst aan de gemeenten Godewaersvelde, Meteren, Strazele, Pradeels, Kaaster en Eke. De gemeente telde 946 inwoners op 1 januari 2022.

## Geschiedenis
In het cartularium uit 804 van de Sint-Bertijnabdij uit Sint-Omaars wordt Vleteren vermeld als Flitrinium en volgens een oorkonde uit 1085 als Fleternes. De gemeente is verbroederd met de gelijknamige West-Vlaamse gemeente Vleteren.
Tijdens de Eerste Wereldoorlog werd het dorp grotendeels verwoest.

## Geografie
De oppervlakte van Vleteren bedroeg op 1 januari 2022 8,98 vierkante kilometer; de bevolkingsdichtheid was toen 105,3 inwoners per km². Vleteren ligt in het Houtland op een hoogte van 26-88 meter. Het eigenlijke dorp ligt op 47 meter hoogte.

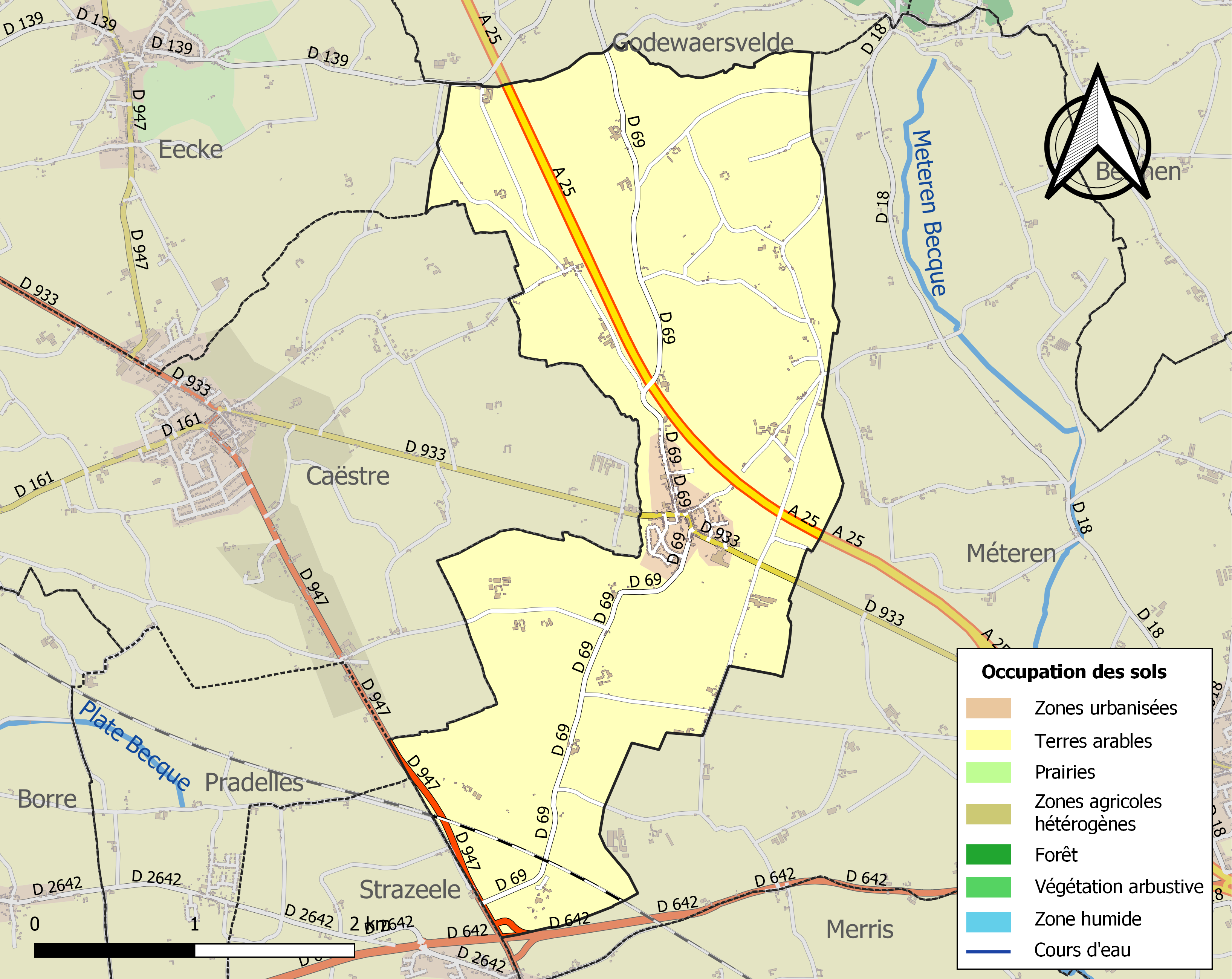
Kaart van de gemeente met belangrijkste infrastructuur, bodemgebruik en omliggende gemeenten

## Bezienswaardigheden
- Sint-Mattheuskerk (Église Saint-Mathieu)
- Kasteel van Wignacourt
- Bertenacre Military Cemetery, een Brits oorlogskerkhof

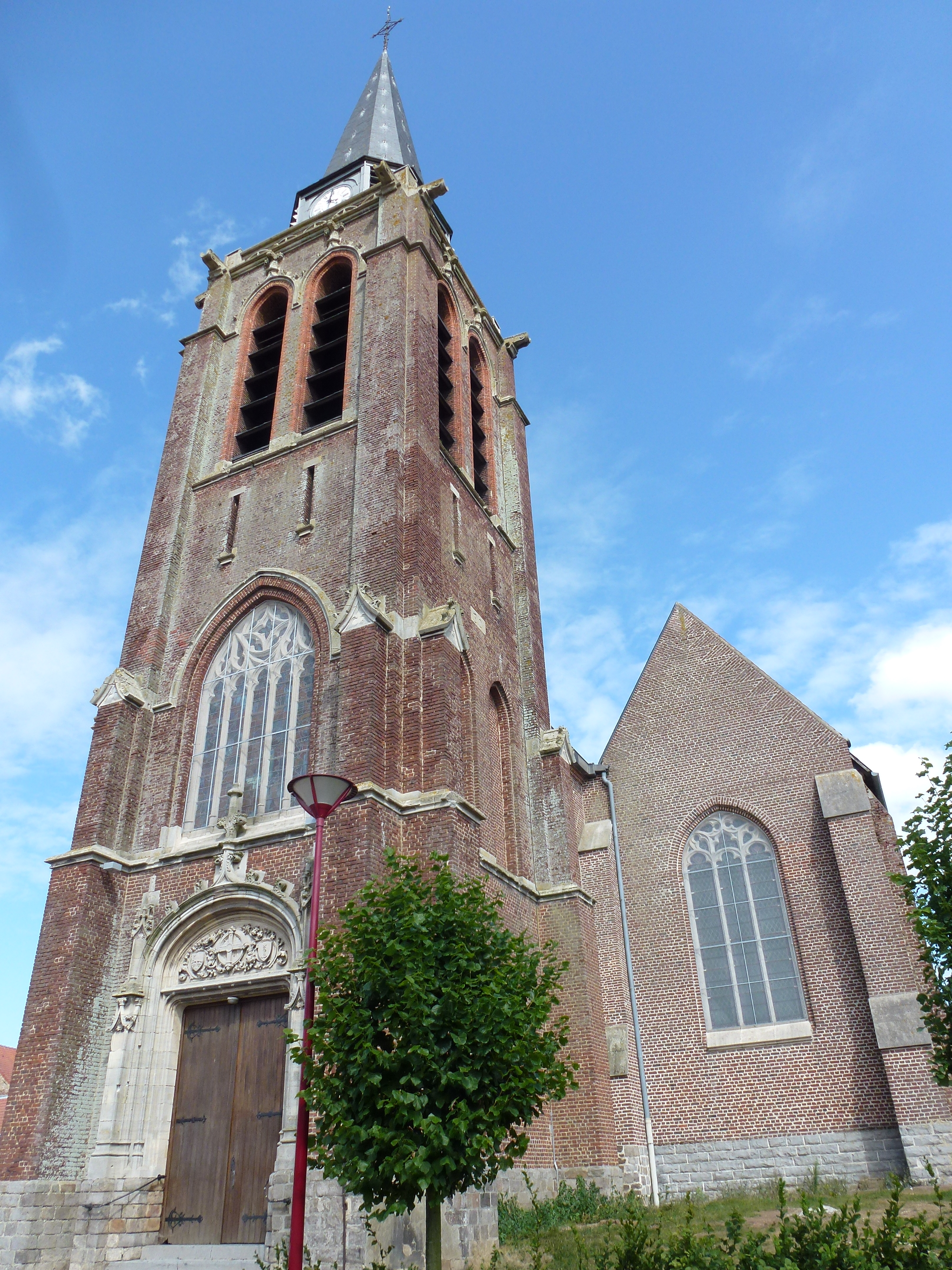
De Sint-Matheuskerk
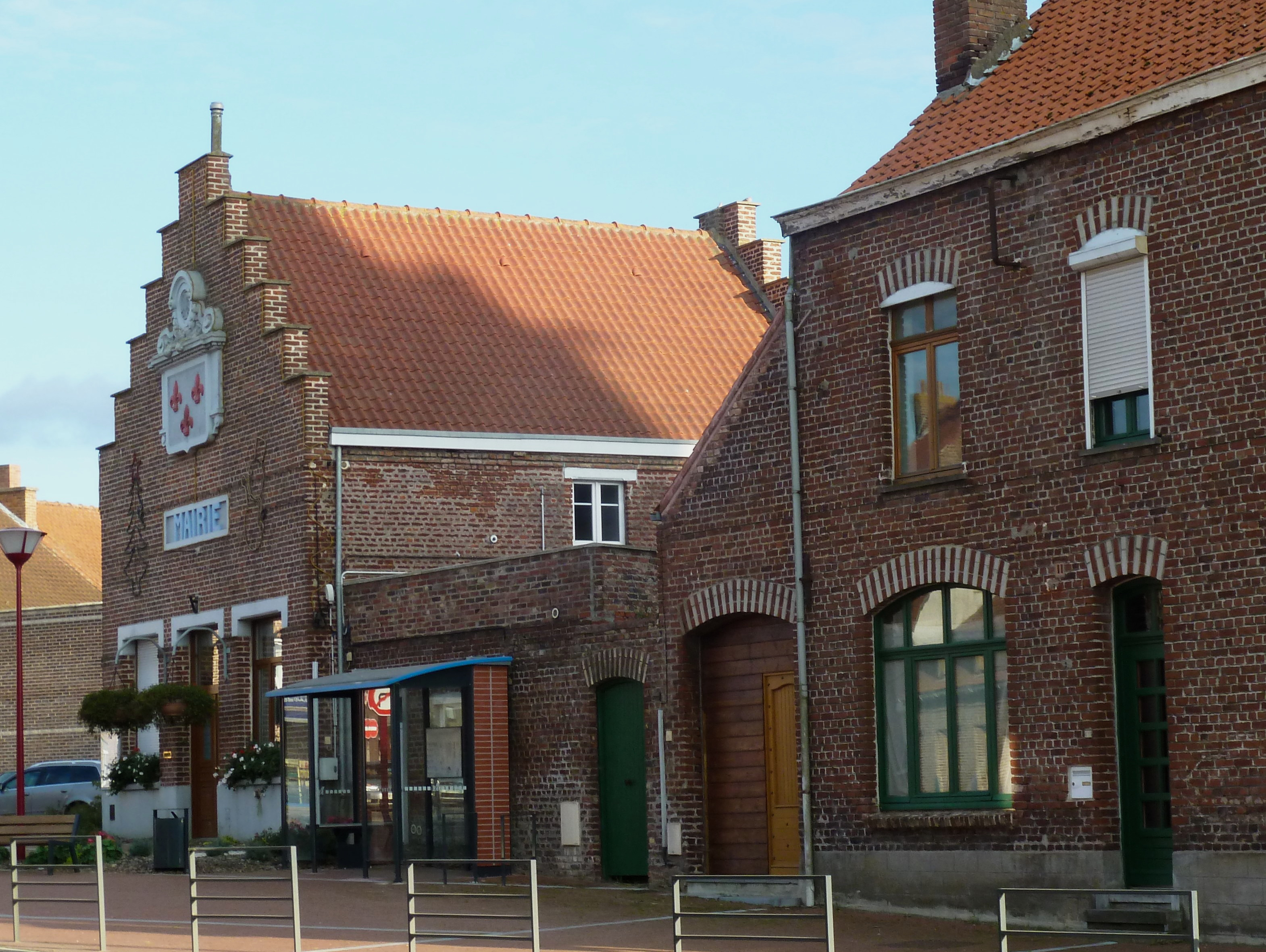
Het gemeentehuis van Vleteren
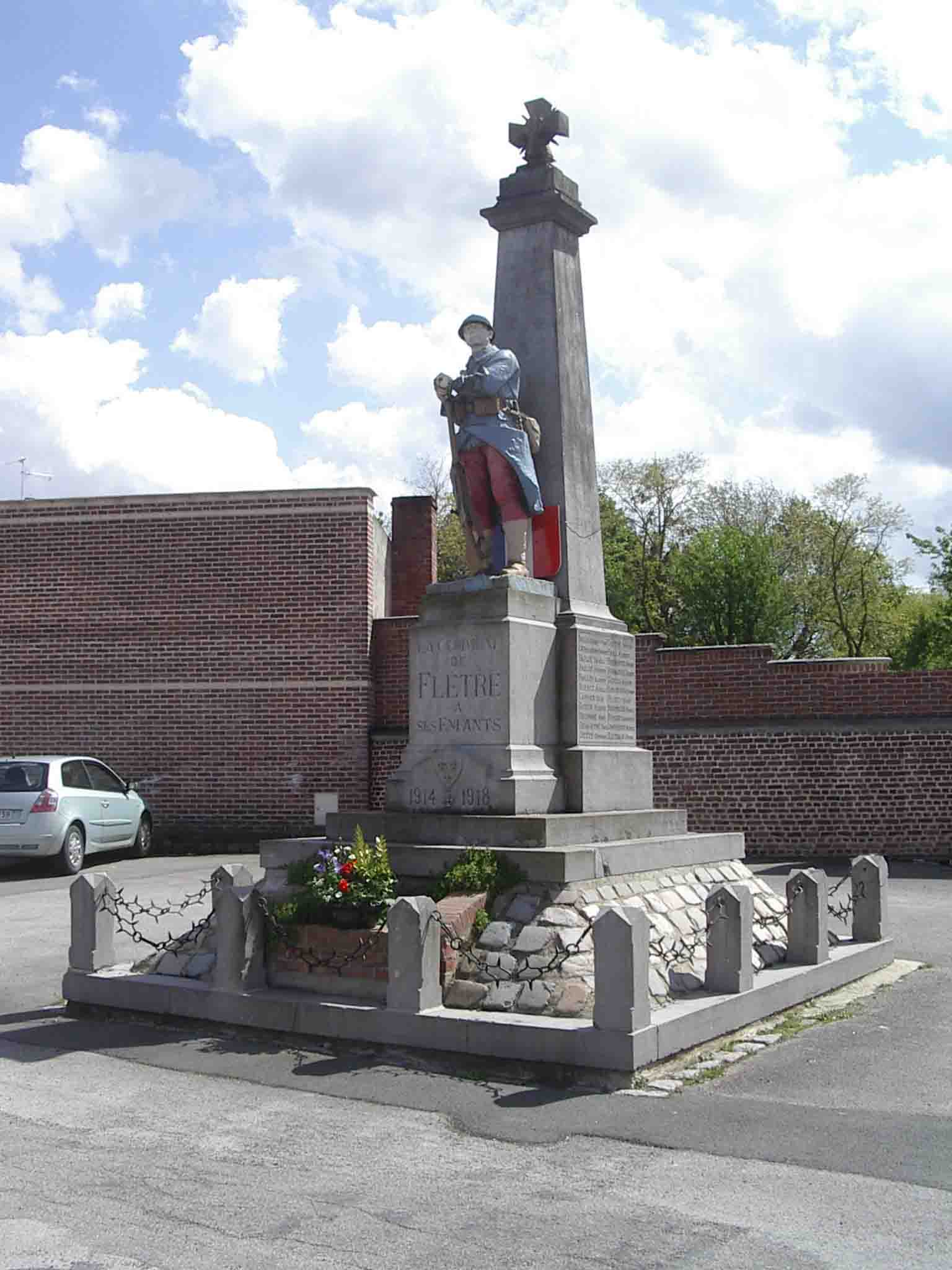
Monument voor de gesneuvelden
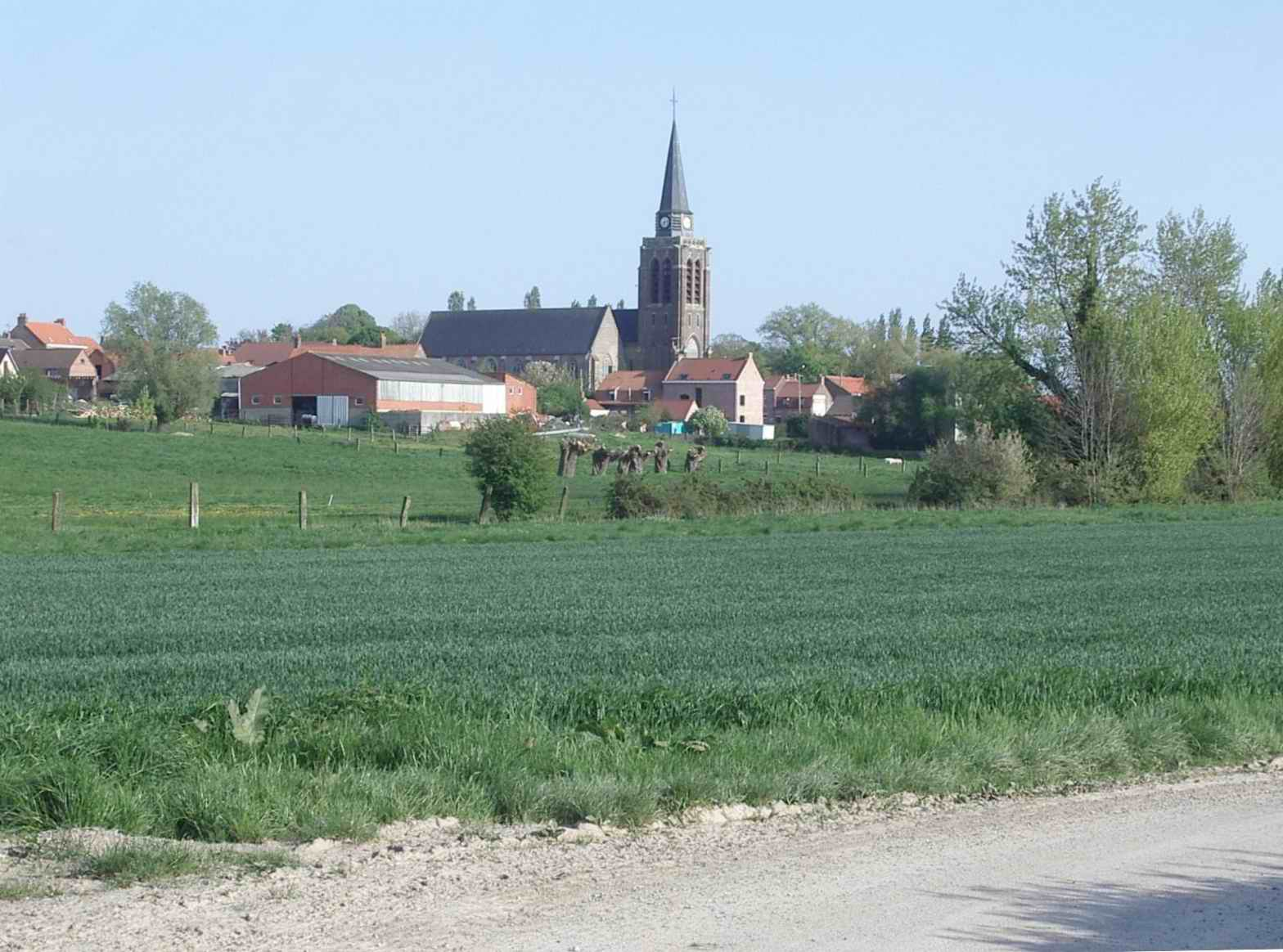
Zicht op Vleteren
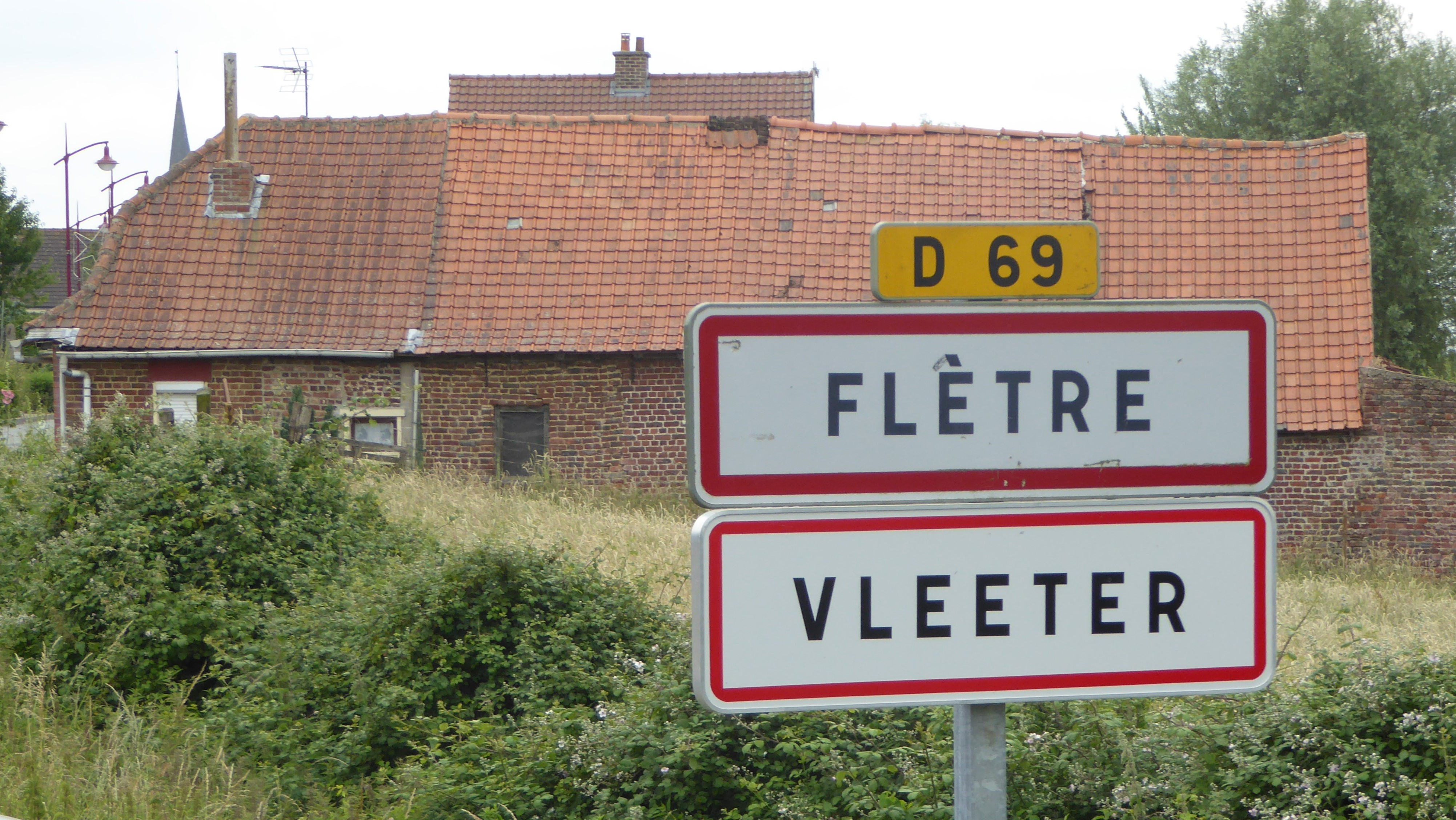

## Demografie
Onderstaande figuur toont het verloop van het inwonertal (bron: INSEE-tellingen).

## Nabijgelegen kernen
Meteren, Godewaarsvelde, Kaaster, Strazele, Eke
Belle · Berten · Boeschepe · Borre · Eke · Godewaarsvelde · Hondegem · Kaaster · Kassel · Merris · Meteren · Niepkerke · Okselare · Oud-Berkijn · Pradeels · Sint-Janskappel · Sint-Mariakappel · Sint-Silvesterkappel · Stapel · Steenwerk · Strazele · Vleteren · Zoeterstee
Armboutskappel · Arneke · Bambeke · Bavinkhove · Belle · Berten · Bieren · Bissezele · Blaringem · Boeschepe · Boezegem · Bollezele · Borre · Bray-Dunes · Broekburg · Broekkerke · Broksele · Buisscheure · Drinkam · Duinkerke · Ebblingem · Eke · Ekelsbeke · Eringem · Gijvelde · Godewaarsvelde · La Gorgue · Grand-Fort-Philippe · Grevelingen · Groot-Sinten · Hardefoort · Haverskerke · Hazebroek · Herzele · Holke · Hondegem · Hondschote · Hooimille · Houtkerke · Kaaster · Kapelle · Kapellebroek · Kassel · Killem · Kraaiwijk · Krochte · Kwaadieper · Lederzele · Ledringem · Leffrinkhoeke · Linde · Loberge · Loon · Meregem · Merkegem · Merris · Meteren · Millam · Moerbeke · Niepkerke · Nieuw-Berkijn · Nieuw-Koudekerke · Nieuwerleet · Noordpene · Ochtezele · Okselare · Oostkappel · Oud-Berkijn · Oudezele · Pitgam · Pradeels · Rekspoede · Rubroek · Ruisscheure · Sint-Janskappel · Sint-Joris · Sint-Mariakappel · Sint-Momelijn · Sint-Pietersbroek · Sint-Silvesterkappel · Sint-Winoksbergen · Soks · Spijker · Stapel · Steenbeke · Steenvoorde · Steenwerk · Stegers · Stene · Strazele · Terdegem · Téteghem-Coudekerque-Village · Tienen · Uksem · Vleteren · Volkerinkhove · Waalskappel · Warrem · Waten · Wemaarskappel · Westkappel · Wilder · Winnezele · Wormhout · Wulverdinge · Zegerskappel · Zerkel · Zermezele · Zoeterstee · Zuidkote · Zuidpene